# Académie de musique Hanns-Eisler
L'Académie de musique Hanns-Eisler (Hochschule für Musik Hanns Eisler Berlin) est un conservatoire de musique berlinois fondé en 1950 sous le nom de Deutsche Hochschule für Musik, et renommé en 1964 Hochschule für Musik Hanns Eisler, du nom du compositeur Hanns Eisler.
Il fut le conservatoire de musique de Berlin-Est jusqu'à la réunification. Il se situe en face du Konzerthaus de Berlin et est l'une des plus importantes écoles supérieures de musique européennes.

## Professeurs
David Geringas, Antje Weithaas, Eberhard Feltz, Galina Iwanzowa, Fabio Bidini, Tabea Zimmermann ou Frans Helmerson comptent parmi les professeurs qui y enseignent ou y ont enseigné.

## Étudiants
- Anett Kölpin
- Sofia Falkovitch